# Гоносфанадига
Гоносфана̀дига (на италиански и на сардински: Gonnosfanadiga) е градче и община в Южна Италия, провинция Южна Сардиния, автономен регион и остров Сардиния. Разположено е на 180 m надморска височина. Населението на общината е 6640 души (към 2010 г.).